# Zulia pubescens
Zulia pubescens is een halfvleugelig insect uit de familie schuimcicaden (Cercopidae). De wetenschappelijke naam van deze soort is voor het eerst geldig gepubliceerd in 1803 door Johann Christian Fabricius.